# Yonimudra
Yonimudra è un mudrā della dottrina induista, nella tradizione yoga e buddhista realizzato con le mani e le dita. Deriva dal sanscrito dove yoni significa "utero" e "mudra" significa "sigillo", in quanto la posizione blocca i sensi della vista, dell'udito e dell'olfatto come un bambino nell'utero materno.

## Simbologia della mudra
La mudra consente l'isolamento dalle esperienze sensibili esterne e lascia l'adepto in pieno ascolto di se stesso e del proprio "suono interiore".

## Posizione

Yonimudra

La mudra si può realizzare solo con le mani: posizionarsi in un āsana comodo come, ad esempio, siddhasana, chiudere gli occhi, concentrarsi sulla respirazione. Giungere le mani di fronte al ventre con i palmi rivolti verso la pancia e unire i pollici in alto e, distanziando i pollici dagli indici fino a formare un largo triangolo, unire gli indici.
La mudra si può realizzare anche con il volto, posizionando con entrambe le mani sulla faccia. Con le mani aperte, posizionare i pollici nelle orecchie chiudendone gli orifizi, chiudere gli occhi e posizionare ciascun indice sopra la relativa palpebra. Con il dito medio di ciascuna mano, chiudere le narici, porre gli anulari sopra il labbro superiore tra il naso e la bocca ed i mignoli sotto il labbro inferiore. Rilasciare il dito medio dalle narici quando si inspira od espira.

## Respirazione in Kakimudra e Yonimudra
Posizionare la bocca in Kakimudra, arrotolando la lingua all'esterno della bocca formando una sorta di tubo. Inspirare dalla bocca facendo passare l'aria del tubo originato dalla lingua. Mettersi in Yonimudra ed espirare dalla narice destra allentando il dito medio della mano destra.
Tornare in Kakimudra e inspirare nuovamente dalla bocca attraverso la lingua, per poi espirare in Yonimudra dalla narice sinistra, rilasciando il dito medio della mano sinistra.